# Mecyclothorax daptinus
Mecyclothorax daptinus är en skalbaggsart som beskrevs av Sharp 1903. Mecyclothorax daptinus ingår i släktet Mecyclothorax och familjen jordlöpare. Inga underarter finns listade i Catalogue of Life.